# Kirsten Vangsness
Kirsten Simone Vangsness (Pasadena, Kalifornia, 1972. július 7. –) amerikai színésznő és írónő.

## Élete
Vangsness Kaliforniában, Pasadenában született, Errol Leroy Vangsness (született 1938-ban Milwaukee-ban, Wisconsin-ban ) és felesége, Barbara Mary (született Marconi, 1942-ben Philadelphiában, Pennsylvaniában) lányaként. Apai nagyszülei norvégek voltak. Kaliforniában, Portervilleben nőtt fel, majd később Cerritosba költözött, Kaliforniában. 1990 júniusában érettségizett a Cerritos High Schoolon, majd tanulmányait a Cypress Collegeban folytatta, és 1995-ben diplomázott a kaliforniai Állami Egyetemen. 2006-tól Melanie Goldstein élt együtt, de 2013-ban különváltak. 2015 novembere óta Keith Hansonnal él együtt.

## Szakmai pályája
Gyermekkori félénkségét leküzdve először színházi darabokban játszott, ahol számos díjat nyert. Első írásai a Los Angeles Timesban jelentek meg. 2014-ben három epizódot írt a Gyilkos elmék című  amerikai–kanadai bűnügyi tévéfilmsorozat részei közül, amelyben ő alakítja Penelope Garcia karakterét.

## Sorozatai
- Gyilkos elmék (2005-2020) – Penelope Garcia (321 epizód)
- Pretty the Series (2010-2012) – Meredith Champagne (14 epizód)
- Good Job, Thanks! (2011) – Terapeuta (1 epizód)
- Gyilkos elmék – Alapos gyanú (2011) – Penelope Garcia (13 epizód)
- Second City This Week (2011) – Híres vendég (1 epizód)
- Vampire Mob (2011) - Laura Anderson (1 epizód)
- LAX (2004) – Stephanie (4 epizód)
- Phil of the Future (2004) – Veronica (1 epizód)

## Filmjei
- Diani & Devine Meet the Apocalypse (Ismeretlen dátum) - Fawn (forgatás alatt)
- Kill me, Deadly (2015) - Mona Livingston
- Remember to Breathe (2012) - fiatal Alice hangját adja
- The Chicago 8 (2012) - Sketch Artist
- Sarina’s song (2011) – Parti vendég
- Alvajáró (2011) – Magde
- Scream of the Bikini (2010) - Interior Decorator
- The Criminal Element: The Making of 'Criminal Minds, Season 3' (2008) – Penelope Garcia [rövid film]
- Shemar Moore: Criminal Minds' Wild Ride (2008) – Penelope Garcia [rövid film]
- Profile: Rossi/Mantegna (2008) – Penelope Garcia [rövid film]
- From Script to Screen: True Night (2008) - Penelope Garcia [rövid film]
- Criminal Minds Season 3: Killer Roles (2008) - Penelope Garcia [rövid film]
- Tranny McGuyver (2007) – Televíziós hírripoter [rövid film]
- A-list (2006) – Blue
- Phil of the Future: Gadgets & Gizmos (2005) – Veronica
- Sometimes Santa's Gotta Get Whacked (1998) – Fogtündér [rövid film]